# Arroyo Sarandí del Arapey
El arroyo Sarandí del Arapey es un curso de agua uruguayo que atraviesa el departamento de  Salto perteneciente a la cuenca hidrográfica del Río de la Plata.
Nace en la Cuchilla de Belén y desemboca en el río Arapey Grande.